# Liste der Mitglieder des Schottischen Parlaments (3. Wahlperiode)

Direktmandate der einzelnen Wahlkreise nach Partei. rot=Labour, gelb=SNP, orange=LibDem, blau=Conservative, grau=parteilos

Diese Liste gibt einen Überblick über alle Mitglieder des Schottischen Parlaments der 3. Wahlperiode (2007–2011).

## Zusammensetzung
Nach den Schottischen Parlamentswahlen 2007 setzte sich das Parlament wie folgt zusammen:
| Fraktion                      | Zu Beginn der Legislaturperiode | Abgänge              | Zugänge                | Saldo | Ende der Legislaturperiode |
| ----------------------------- | ------------------------------- | -------------------- | ---------------------- | ----- | -------------------------- |
| Labour Party                  | 46                              |                      |                        | ±0    | 46                         |
| Scottish National Party (SNP) | 47                              | Ahmad (†), Tymkewycz | McLaughlin, Somerville | ±0    | 47                         |
| Conservative Party            | 18                              | Fergusson            |                        | −1    | 17                         |
| Liberal Democrats (LibDem)    | 16                              |                      |                        | ±0    | 16                         |
| Scottish Green Party          | 2                               |                      |                        | ±0    | 2                          |
| Parteilos                     | 1                               |                      | Fergusson              | +1    | 2                          |
| Gesamt                        | 129                             | 129                  | 129                    | 129   | 129                        |

Anmerkungen:
1. ↑  Alex Fergusson wurde zum Presiding Officer gewählt und ließ folglich seine Parteimitgliedschaft für die Dauer der Amtsausübung ruhen.

## Abgeordnete
Bei einem Eintrag in der Spalte Wahlkreis hat der betreffende Abgeordnete das Direktmandat dieses Wahlkreises gewonnen. Anderenfalls wurde ein Listenmandat für die in der Spalte Wahlregion angegebene Wahlregion errungen.
| Mitglied des Parlaments | geb. | Partei       | Wahlregion            | Wahlkreis                             | Erststimmen in % | Bemerkungen |
| ----------------------- | ---- | ------------ | --------------------- | ------------------------------------- | ---------------- | --- |
| Brian Adam              | 1948 | SNP          | North East Scotland   | Aberdeen North                        | 45,8             | |
| Bashir Ahmad            | 1940 | SNP          | Glasgow               |                                       |                  | † im Februar 2009 |
| Bill Aitken             | 1947 | Conservative | Glasgow               |                                       |                  | |
| Wendy Alexander         | 1963 | Labour       | West of Scotland      | Paisley North                         | 52,2             | |
| Alasdair Allan          | 1971 | SNP          | Highlands and Islands | Na h-Eileanan an Iar                  | 46,6             | |
| Jackie Baillie          | 1964 | Labour       | West of Scotland      | Dumbarton                             | 38,7             | |
| Richard Baker           | 1974 | Labour       | North East Scotland   |                                       |                  | |
| Sarah Boyack            | 1961 | Labour       | Lothians              | Edinburgh Central                     | 31,3             | |
| Rhona Brankin           | 1950 | Labour       | Lothians              | Midlothian                            | 42,5             | |
| Claire Brennan-Baker    | 1971 | Labour       | Mid Scotland and Fife |                                       |                  | |
| Ted Brocklebank         | 1942 | Conservative | Mid Scotland and Fife |                                       |                  | |
| Gavin Brown             | 1975 | Conservative | Lothians              |                                       |                  | |
| Keith Brown             | 1961 | SNP          | Mid Scotland and Fife | Ochil                                 | 38,5             | 02/09–12/10: Staatssekretär für Ausbildung und lebenslanges Lernen ab 12/10: Staatssekretär für Verkehr und Infrastruktur                                                   |
| Robert Brown            | 1947 | LibDem       | Glasgow               |                                       |                  | |
| Derek Brownlee          | 1974 | Conservative | South of Scotland     |                                       |                  | |
| Bill Butler             | 1956 | Labour       | Glasgow               | Glasgow Anniesland                    | 47,4             | |
| Aileen Campbell         | 1980 | SNP          | South of Scotland     |                                       |                  | |
| Jackson Carlaw          | 1959 | Conservative | West of Scotland      |                                       |                  | |
| Malcolm Chisholm        | 1949 | Labour       | Lothians              | Edinburgh North and Leith             | 34,8             | |
| Willie Coffey           | 1958 | SNP          | Central Scotland      | Kilmarnock and Loudoun                | 42,8             | |
| Angela Constance        | 1970 | SNP          | Lothians              | Livingston                            | 39,6             | ab 12/10: Staatssekretärin für Ausbildung und lebenslanges Lernen |
| Cathie Craigie          | 1954 | Labour       | Central Scotland      | Cumbernauld and Kilsyth               | 48,0             | |
| Bruce Crawford          | 1955 | SNP          | Mid Scotland and Fife | Stirling                              | 32,0             | Staatssekretär für Parlamentsangelegenheiten |
| Roseanna Cunningham     | 1951 | SNP          | Mid Scotland and Fife | Perth                                 | 39,4             | ab 02/09: Staatssekretärin für Umwelt und Klimawandel |
| Margaret Curran         | 1963 | Labour       | Glasgow               | Glasgow Baillieston                   | 52,9             | |
| Nigel Don               | 1954 | SNP          | North East Scotland   |                                       |                  | |
| Bob Doris               | 1973 | SNP          | Glasgow               |                                       |                  | |
| Helen Eadie             | 1947 | Labour       | Mid Scotland and Fife | Dunfermline East                      | 44,8             | |
| Fergus Ewing            | 1957 | SNP          | Highlands and Islands | Inverness East, Nairn and Lochaber    | 41,5             | Staatssekretär für Sicherheit |
| Linda Fabiani           | 1956 | SNP          | Central Scotland      |                                       |                  | 05/07–02/09: Staatssekretärin für Europa, äußere Angelegenheiten und Kultur                                                                                                 |
| Patricia Ferguson       | 1958 | Labour       | Glasgow               | Glasgow Maryhill                      | 48,0             | |
| Alex Fergusson          | 1949 | Conservative | South of Scotland     | Galloway and Upper Nithsdale          | 44,2             | Presiding Officer |
| Ross Finnie             | 1947 | LibDem       | West of Scotland      |                                       |                  | |
| Joe FitzPatrick         | 1967 | SNP          | North East Scotland   | Dundee West                           | 45,1             | |
| George Foulkes          | 1942 | Labour       | Lothian               |                                       |                  | |
| Murdo Fraser            | 1965 | Conservative | Mid Scotland and Fife |                                       |                  | |
| Kenneth Gibson          | 1961 | SNP          | West of Scotland      | Cunninghame North                     | 30,7             | |
| Rob Gibson              | 1945 | SNP          | Highlands and Islands |                                       |                  | |
| Karen Gillon            | 1967 | Labour       | South of Scotland     | Clydesdale                            | 41,5             | |
| Marlyn Glen             | 1951 | Labour       | North East Scotland   |                                       |                  | |
| Patricia Godman         | 1939 | Labour       | West of Scotland      | West Renfrewshire                     | 35,9             | |
| Annabel Goldie          | 1950 | Conservative | West of Scotland      |                                       |                  | |
| Charles Gordon          | 1951 | Labour       | Glasgow               | Glasgow Cathcart                      | 39,1             | |
| Christine Grahame       | 1944 | SNP          | South of Scotland     |                                       |                  | |
| Rhoda Grant             | 1963 | Labour       | Highlands and Islands |                                       |                  | |
| Iain Gray               | 1957 | Labour       | South of Scotland     | East Lothian                          | 35,4             | |
| Robin Harper            | 1940 | Green        | Lothians              |                                       |                  | |
| Christopher Harvie      | 1944 | SNP          | Mid Scotland and Fife |                                       |                  | |
| Patrick Harvie          | 1973 | Green        | Glasgow               |                                       |                  | |
| Hugh Henry              | 1952 | Labour       | West of Scotland      | Paisley South                         | 47,5             | |
| Jamie Hepburn           | 1979 | SNP          | Central Scotland      |                                       |                  | |
| Jim Hume                | 1962 | LibDem       | South of Scotland     |                                       |                  | |
| Fiona Hyslop            | 1964 | SNP          | Lothians              |                                       |                  | 05/07–12/09: Ministerin für Bildung und lebenslanges Lernen ab 12/09: Staatssekretärin für Kultur und äußere Angelegenheiten                                                |
| Adam Ingram             | 1951 | SNP          | South of Scotland     |                                       |                  | Staatssekretär für Kinder und Jugendliche |
| Cathy Jamieson          | 1956 | Labour       | South of Scotland     | Carrick, Cumnock and Doon Valley      | 42,5             | |
| Alex Johnstone          | 1961 | Conservative | North East Scotland   |                                       |                  | |
| James Kelly             | 1963 | Labour       | Glasgow               | Glasgow Rutherglen                    | 42,2             | |
| Andy Kerr               | 1962 | Labour       | Central Scotland      | East Kilbride                         | 42,7             | |
| Bill Kidd               | 1956 | SNP          | Glasgow               |                                       |                  | |
| Johann Lamont           | 1957 | Labour       | Glasgow               | Glasgow Pollok                        | 53,9             | |
| John Lamont             | 1976 | Conservative | South of Scotland     | Roxburgh and Berwickshire             | 41,1             | |
| Marilyn Livingstone     | 1952 | Labour       | Mid Scotland and Fife | Kirkcaldy                             | 43,9             | |
| Richard Lochhead        | 1969 | SNP          | North East Scotland   | Moray                                 | 49,7             | Minister für ländliche Angelegenheiten und Umwelt |
| Kenny MacAskill         | 1958 | SNP          | Lothians              | Edinburgh East and Musselburgh        | 37,4             | Justizminister |
| Lewis Macdonald         | 1957 | Labour       | North East Scotland   | Aberdeen Central                      | 34,2             | |
| Margo MacDonald         | 1943 | parteilos    | Lothians              |                                       |                  | |
| Kenneth Macintosh       | 1962 | Labour       | West of Scotland      | Eastwood                              | 35,8             | |
| Paul Martin             | 1967 | Labour       | Glasgow               | Glasgow Springburn                    | 56,9             | |
| Tricia Marwick          | 1953 | SNP          | Mid Scotland and Fife | Central Fife                          | 44,2             | |
| Jim Mather              | 1947 | SNP          | Highlands and Islands | Argyll and Bute                       | 34,5             | Staatssekretär für Unternehmen, Energie und Tourismus |
| Michael Matheson        | 1970 | SNP          | Central Scotland      | Falkirk West                          | 41,9             | |
| Stewart Maxwell         | 1963 | SNP          | West of Scotland      |                                       |                  | 05/07–02/09: Minister für Gemeinden und Sport |
| Liam McArthur           | 1962 | LibDem       | Highlands and Islands | Orkney                                | 47,5             | |
| Frank McAveety          | 1962 | Labour       | Glasgow               | Glasgow Shettleston                   | 51,2             | |
| Tom McCabe              | 1954 | Labour       | Central Scotland      | Hamilton South                        | 44,3             | |
| Jack McConnell          | 1960 | Labour       | Central Scotland      | Motherwell and Wishaw                 | 48,1             | |
| Jamie Mcgrigor          | 1949 | Conservative | Highlands and Islands |                                       |                  | |
| Alison McInnes          | 1957 | LibDem       | North East Scotland   |                                       |                  | |
| Ian McKee               |      | SNP          | Lothians              |                                       |                  | |
| Christina McKelvie      | 1968 | SNP          | Central Scotland      |                                       |                  | |
| Anne McLaughlin         | 1966 | SNP          | Glasgow               |                                       |                  | eingetreten 2009 als Nachfolger von Bashir Ahmad |
| David McLetchie         | 1952 | Conservative | Lothians              | Edinburgh Pentlands                   | 37,6             | |
| Michael McMahon         | 1961 | Labour       | Central Scotland      | Hamilton North and Bellshill          | 48,6             | |
| Stuart McMillan         | 1972 | SNP          | West of Scotland      |                                       |                  | |
| Duncan McNeil           | 1950 | Labour       | West of Scotland      | Greenock and Inverclyde               | 43,4             | |
| Pauline McNeill         | 1962 | Labour       | Glasgow               | Glasgow Kelvin                        | 33,5             | |
| Des McNulty             | 1952 | Labour       | West of Scotland      | Clydebank and Milngavie               | 43,4             | |
| Nanette Milne           | 1942 | Conservative | North East Scotland   |                                       |                  | |
| Margaret Mitchell       | 1952 | Conservative | Central Scotland      |                                       |                  | |
| Alasdair Morgan         | 1945 | SNP          | South of Scotland     |                                       |                  | |
| Mary Mulligan           | 1960 | Labour       | Lothians              | Linlithgow                            | 42,9             | |
| John Farquhar Munro     | 1934 | LibDem       | Highlands and Islands | Ross, Skye and Inverness West         | 42,6             | |
| Elaine Murray           | 1954 | Labour       | South of Scotland     | Dumfries                              | 41,0             | |
| Alex Neil               | 1951 | SNP          | Central Scotland      |                                       |                  | ab 02/09: Staatssekretär für Wohnungsbau und Gemeinden |
| Hugh O’Donnell          | 1952 | LibDem       | Central Scotland      |                                       |                  | |
| Irene Oldfather         | 1954 | Labour       | South of Scotland     | Cunninghame South                     | 43,8             | |
| John Park               | 1973 | Labour       | Mid Scotland and Fife |                                       |                  | |
| Gil Paterson            | 1942 | SNP          | Central Scotland      |                                       |                  | |
| Peter Peacock           | 1952 | Labour       | Highlands and Islands |                                       |                  | |
| Cathy Peattie           | 1951 | Labour       | Central Scotland      | Falkirk East                          | 43,5             | |
| Mike Pringle            | 1945 | LibDem       | Lothians              | Edinburgh South                       | 35,0             | |
| Jeremy Purvis           | 1974 | LibDem       | South of Scotland     | Tweeddale, Ettrick and Lauderdale     | 35,1             | |
| Shona Robison           | 1966 | SNP          | North East Scotland   | Dundee East                           | 49,6             | Staatssekretärin für Gesundheit und Sport |
| Mike Rumbles            | 1956 | LibDem       | North East Scotland   | West Aberdeenshire and Kincardine     | 41,1             | |
| Michael Russell         | 1953 | SNP          | South of Scotland     |                                       |                  | 05/07–02/09: Staatssekretär für Umwelt 02/09–12/09: Staatssekretär für Kultur, äußere Angelegenheiten und Verfassung ab 12/09: Minister für Bildung und lebenslanges Lernen |
| Alex Salmond            | 1954 | SNP          | North East Scotland   | Gordon                                | 41,4             | First Minister |
| Mary Scanlon            | 1947 | Conservative | Highlands and Islands |                                       |                  | |
| John Scott              | 1951 | Conservative | South of Scotland     | Ayr                                   | 40,7             | |
| Tavish Scott            | 1966 | LibDem       | Highlands and Islands | Shetland                              | 66,7             | |
| Richard Simpson         | 1942 | Labour       | Mid Scotland and Fife |                                       |                  | |
| Elaine Smith            | 1963 | Labour       | Central Scotland      | Coatbridge and Chryston               | 46,1             | |
| Elizabeth Smith         | 1960 | Conservative | Mid Scotland and Fife |                                       |                  | |
| Iain Smith              | 1960 | LibDem       | Mid Scotland and Fife | North East Fife                       | 42,2             | |
| Margaret Smith          | 1961 | LibDem       | Lothians              | Edinburgh West                        | 39,4             | |
| Shirley-Anne Somerville | 1974 | SNP          | Lothians              |                                       |                  | |
| Nicol Stephen           | 1960 | LibDem       | North East Scotland   | Aberdeen South                        | 36,3             | |
| Stewart Stevenson       | 1946 | SNP          | North East Scotland   | Banff and Buchan                      | 58,8             | 05/09–12/10: Staatssekretär für Verkehr, Infrastruktur und Klimawandel |
| David Stewart           | 1956 | Labour       | Highlands and Islands |                                       |                  | |
| Jamie Stone             | 1954 | LibDem       | Highlands and Islands | Caithness, Sutherland and Easter Ross | 40,2             | |
| Nicola Sturgeon         | 1970 | SNP          | Glasgow               | Glasgow Govan                         | 41,9             | stellvertretende First Minister Gesundheitsministerin |
| John Swinney            | 1964 | SNP          | Mid Scotland and Fife | North Tayside                         | 51,6             | Minister für Finanzen und Wachstum |
| David Thompson          | 1949 | SNP          | Highlands and Islands |                                       |                  | |
| Jim Tolson              | 1965 | LibDem       | Mid Scotland and Fife | Dunfermline West                      | 33,7             | |
| Stefan Tymkewycz        | 1959 | SNP          | Lothians              |                                       |                  | bis 08/07 |
| Maureen Watt            | 1951 | SNP          | North East Scotland   |                                       |                  | 05/07–02/09: Staatssekretärin für Schulen |
| Andrew Welsh            | 1944 | SNP          | North East Scotland   | Angus                                 | 49,1             | |
| Sandra White            | 1951 | SNP          | Glasgow               |                                       |                  | |
| Karen Whitefield        | 1970 | Labour       | Central Scotland      | Airdrie and Shotts                    | 43,8             | |
| David Whitton           | 1952 | Labour       | West of Scotland      | Strathkelvin and Bearsden             | 31,1             | |
| Bill Wilson             | 1963 | SNP          | West of Scotland      |                                       |                  | |
| John Wilson             | 1956 | SNP          | Central Scotland      |                                       |                  | |